# Virtual Machine Manager
Virtual Machine Manager, virt-manager — приложение для управления виртуальными машинами, разработанное Red Hat. virt-manager написан на Python для GNU/Linux, распространяется под лицензией GNU GPL версии 3.

## Возможности
Управление виртуальными машинами разрешает пользователям делать:
- создание, редактирование, запуск и остановку виртуальных машин;
- просмотр и управление каждой виртуальной машиной посредством консоли;
- просмотр производительности и статистики по каждой виртуальной машине;
- просмотр всех запущенных виртуальных машин на хосте и их производительность;
- можно использовать KVM, Xen или QEMU виртуальные машины, запущенные локально или удаленно.

Virtual Machine Manager можно использовать в Windows дистанционно — по технологии X11 Forwarding, для чего нужны клиент SSH (для подключения к хосту с virt-manager) и локальный сервер X Window.

## Дистрибутивы, включающие менеджер управления виртуальными машинами
Менеджер управления виртуальными машинами включен в виде пакета virt-manager в большинство дистрибутивов Linux, в частности, в Red Hat Enterprise Linux 5, Fedora начиная с версии 6, Mandriva Linux начиная с релиза 2008.0, Ubuntu 8.04 и выше, Debian Lenny, Gentoo Linux и Altlinux.